# Ilaparken
Ilaparken bruges også om Iladalen park i Oslo.

Ilaparken er en park omkranset af gaderne ved Ilevollen i Ila i Trondheim. I parken findes der en moderne musikpavillon, legeplads, siddepladser, en plads som er belagt med is om vinteren samt større beplantede områder og store græsarealer. Parken blev kåret til Årets grønne park af Norsk Anleggsgartnermesterlag i 1997.
Parken blev vedtaget beplantet i 1886 på initiativ af apoteker Johan Brun efter at den åbne plads tidligere havde været brugt som eksercerplads af borgerbevæbningen indtil denne blev nedlagt i 1882. Parken blev derefter anlagt i 1891, og stod færdig til arrangementer under byjubilæet i 1897. 
Under den nordiske fiskeriudstillingen i 1908 blev der bygget en større udsigtspavillon i parken, men denne blev senere nedrevet. I 1921 blev der bygget en vendesløjfe til Ilalinjen omkring parken, men denne blev nedlagt i 1983. I 1918 blev en gruppe fontæner foræret af  Jacob Digre som var udført af billedhuggeren Wilhelm Rasmussen, mens der i 1983 blev rejst en statue på sokkel af kong Sverre udført af Sivert Donali.
Gråkallbanen går forbi Ilevollen sammen med flere busforbindelser med Team Trafikk. 